# Gilles Guillot
Pour les articles homonymes, voir Guillot.
Gilles Guillot est un acteur et metteur en scène français, né le 24 décembre 1935 dans le 15e arrondissement de Paris et mort le 19 avril 2013 à Villiers-sous-Grez.
Il est le fils de Georges Guillot, violoniste et de Simonne Leblanc.

## Biographie

### Carrière
De son vrai nom, Gilbert Guillot, a suivi la formation au cours de Julien Bertheau de 1956 à 1958.
En 1958, il remporte le premier prix de l'Oscar du jeune comédien dont le jury était composé par Arletty, Georges Neveux, Armand Salacrou, Jean Vauthier et Jean Le Poulain. Il joue au théâtre, à la télévision et au cinéma sous la direction de nombreux metteurs en scène.
En 1978, il crée avec Isa Mercure sa propre compagnie théâtrale, le Théâtre du Barouf, dont il met en scène la plupart des spectacles.

### Vie privée
D'un premier mariage avec Christiane Ducout, il a eu deux fils : Manuel et Jean-François. Marié ensuite à Isa Mercure, il a avec elle une fille et un garçon : Héloïse et Arthur.

### Mort
Il meurt d'un cancer le 19 avril 2013 à Villiers-sous-Grez, en Seine-et-Marne, dans sa maison.

## Théâtre

### Comédien
- 1958 : Le Mariage de Figaro de Beaumarchais (Chérubin) tournée avec Julien Bertheau en Hongrie et Tchécoslovaquie
- 1960 : Le Marchand de Venise de Shakespeare mises en scène Julien Bertheau, Théâtre du Tertre
- 1960 : L'Année du bac de Jean-André Lacour, mise en scène d’Yves Robert
- 1961 : La Bonne Soupe de Félicien Marceau
- 1961 : Pâques d'August Strindberg, mise en scène André Cellier, Théâtre de Poche
- 1962 : La Pensée de Leonid Andreïev, mise en scène Laurent Terzieff, Théâtre Hébertot
- 1962 : La Vie de Galilée de Bertolt Brecht, mise en scène Georges Wilson, TNP
- 1963 : Le Satyre de la Villette de René de Obaldia, mise en scène Georges Barsacq, Théâtre de l’Atelier
- 1964 : Le Mariage de Witold Gombrowicz, mise en scène  Jorge Lavelli
- 1965 : Judith (de) de Friedrich Hebbel, mise en scène Pierre Debauche
- 1965 : L'Éventail de Carlo Goldoni, mise en scène Edmond Tamiz, TEP
- 1966 : Le Bal des voleurs de Jean Anouilh
- 1966 : L'Ange de Vassilis Vassilikos
- 1966 : Baissez la tête et mourez, mise en scène Lupovici, Théâtre Chaptal
- 1967 : El Greco de Luc Vilsen, mise en scène  Georges Vitaly, Théâtre du Vieux Colombier
- 1967 : Le Revizor de Nicolas Gogol, rôle du revizor, mise en scène  Edmond Tamiz, TEP
- 1968 : La Baye de Philippe Adrien (fils de Suzanne Flon), TNP
- 1969 : Le Concile d'amour d'Oskar Panizza (le Christ) mise en scène  Jorge Lavelli, Théâtre de Paris
- 1970 : Orden de Pierre Bourgeade, mise en scène  Jorge Lavelli, Festival d’Avignon et Les Halles à Paris
- 1970 : Le Grand Vizir de René de Obaldia, mise en scène  Jorge Lavelli, New-york
- 1971 : Ruy Blas de Victor Hugo (rôle-titre) mise en scène de José Valverde, TGP de Saint-Denis
- 1971 : Bella ciao de Fernando Arrabal, mise en scène  Jorge Lavelli au TNP
- 1972 : Jeux de massacre d'Eugène Ionesco, mise en scène  Jorge Lavelli au Théâtre Montparnasse
- 1973 : L'Île pourpre de Mikhaïl Boulgakov, mise en scène  Jorge Lavelli au Théâtre de la Ville
- 1975 : Chile vincera de José Valverde, TGP de Saint-Denis
- 1976 : Les Fâcheux de Molière, mise en scène  Stephan Meldegg, Afrique
- 1993 : Lundi huit heures de Jacques Deval, mise en scène Régis Santon au Théâtre Silvia Monfort
- 1994 : Rossini de Laure Bonin et Claude d’Anna, mise en scène de Stephan Meldegg au Théâtre La Bruyère
- 1995 : La Visite de la vieille dame de Friedrich Dürrenmatt, mise en scène Régis Santon avec Alain Veniger au Théâtre des Célestins de Lyon, Théâtre du Palais Royal à Paris

Avec le Théâtre du Barouf
- 1978 : L'empereur s'appelle dromataire, spectacle Jacques Prévert au Théâtre Essaïon, tournée internationale, Petit Montparnasse
- 1982 : Le Blanc-cassé de Jenny Arasse au Théâtre Essaïon (Festival du Marais)
- 1983 : L'Archipel sans nom de Jean Tardieu au Carré Silvia Monfort et en tournée
- 1984 : Les Violettes de Georges Schehadé au Théâtre de l’Athénée
- 1985 : Je vous écris d'un pays lointain d’Henri Michaux au Théâtre 14 / Jean-Marie Serreau
- 1986 : Piccolet et L'Affaire de la rue de Lourcine d’Eugène Labiche
- 1987 : Au bord du lit de Guy de Maupassant au Théâtre de la Madeleine et tournée
- 1988 : Les Armoires, scènes de ménage de Feydeau, Courteline, Ionesco, Obaldia, Prévert, Tardieu au Théâtre La Bruyère
- 1993 : Souvent je ris la nuit, spectacle Victor Hugo, Théâtre Silvia Monfort
- 1998 : Même si c'est vrai c'est faux d'Henri Michaux, Festival Avignon, Théâtre Molière et tournées
- 2003 : Comment ça va sur la terre ? de Jean Tardieu au Théâtre Molière / Maison de la Poésie
- 2008 : La Brasserie de l'univers de Roland Dubillard et Jean-Michel Ribes, au Petit Louvre, Avignon 2008 et tournée
- 2011 : Love Letters de A. R. Gurney au Théâtre du Lucernaire, Le Petit Louvre Avignon off 2011 et tournée[4],[5] ,[6]

### Metteur en scène
- 1978 : L'empereur s'appelle dromataire, spectacle Jacques Prévert, au Théâtre Essaïon, tournée internationale, Petit Montparnasse, co-mise en scène avec Isa Mercure
- 1982 : Le Blanc-cassé de Jenny Arasse au Théâtre Essaïon (Festival du Marais)
- 1982 : Nuit de rêve de Sławomir Mrożek à la Péniche Théâtre
- 1983 : L'Archipel sans nom de Jean Tardieu au Carré Silvia Monfort et en tournée
- 1984 : Les Violettes de Georges Schehadé au Théâtre de l’Athénée
- 1985 : Je vous écris d'un pays lointain d’Henri Michaux au Théâtre 14 / Jean-Marie Serreau
- 1986 : Piccolet et L'Affaire de la rue de Lourcine d’Eugène Labiche
- 1987 : Au bord du lit de Guy de Maupassant au Théâtre de la Madeleine et tournée
- 1990 : L'Éventail de Carlo Goldoni, théâtre Paris/Plaine et tournée
- 1991 : Le Cimetière des éléphants de Jean-Paul Daumas, théâtre Paris/Plaine
- 1993 : Souvent je ris la nuit adapté de Victor Hugo, Théâtre Silvia Monfort
- 1995 : La Chambre des reflets de Colette au Théâtre de Poche Montparnasse
- 1996 : Fin d'été à Baccarat de Philippe Minyana, au Théâtre 14/Jean-Marie Serreau
- 1998 : Même si c'est vrai c'est faux d'Henri Michaux, Festival Avignon, Théâtre Molière et tournées
- 2003 : Comment ça va sur la terre ? de Jean Tardieu au Théâtre Molière / Maison de la Poésie, co-mise en scène avec Isa Mercure
- 2005 : Les Pas perdus de Denise Bonal au Théâtre du Rond-Point
- 2007 : Débrayage de Rémi de Vos au Théâtre du Chien qui fume Avignon et tournée
- 2008 : La Brasserie de l'univers de Roland Dubillard et Jean-Michel Ribes, au Petit Louvre, Avignon 2008 et tournée
- 2009 : Derrière la façade ou Raconter le monde autrement d’après des entretiens filmés sur les thèmes du Temps et du Métier
- 2011 : Love Letters de A. R. Gurney au Théâtre du Lucernaire, Le Petit Louvre Avignon off 2011 et tournée

## Filmographie

### Cinéma
- 1961 : Cléo de 5 à 7 d’Agnès Varda
- 1961 : Les Sept Péchés capitaux d’Édouard Molinaro
- 1966 : Paris brûle-t-il ? de René Clément
- 1970 : Vertige pour un tueur de Daniel Moosmann
- 1975 : Que la fête commence de Bertrand Tavernier
- 1978 : Le Dossier 51 de Michel Deville
- 1980 : Les Jeux de la comtesse Dolingen de Gratz de Catherine Binet

### Télévision
- 1960 : La Femme en fleur d'André Hugues
- 1961 : Egmont (Goethe) de Jean-Paul Carrère
- 1961 : Les Cinq Dernières Minutes, épisode Cherchez la femme de Claude Loursais
- 1961 : Cantique des cantiques (Jean Giraudoux) de Gilbert Pineau
- 1963 : La Peine perdue de Maurice Cazeneuve
- 1964 : Les Cinq Dernières Minutes : Fenêtre sur jardin de Claude Loursais
- 1965 : Lettre morte (Robert Pinget) de Jean Dewever
- 1965 : Jeanne au bûcher de Roger Kahane
- 1965 : Thierry la Fronde : Louis d’Anjou
- 1965 : Les Cinq Dernières Minutes, épisode  Bonheur à tout prix de Claude Loursais, d’après Simenon
- 1966 : Rouletabille chez les Bohémiens, de Robert Mazoyer
- 1966 : Le Miroir de Lida d'André Pergament
- 1967 : Les Habits noirs de René Lucot, d’après Paul Féval, adaptation Jacques Siclier : Étienne
- 1972 : Le Procès Rossel de Serge Moati
- 1972 : La Malle de Hambourg de Bernard Hecht
- 1972 : L'Homme qui revient de loin de Michel Wyn
- 1974 : Les Cinq Dernières Minutes, de Claude Loursais, épisode Rouges sont les vendanges
- 1974 : Les Cinq Dernières Minutes de Claude Loursais, épisode Fausses Notes
- 1976 : Monsieur Zola de Stellio Lorenzi : Bernard Lazare
- 1977 : La Conjuration d'Amboise (Pardaillan) de Maurice Frydman
- 1979 : Pierre de Coubertin de Pierre Cardinal : Pierre de Coubertin
- 1979 : Les Enquêtes du commissaire Maigret, épisode : Liberty Bar de Jean-Paul Sassy
- 1981 : L'inspecteur mène l'enquête et Marché de dupes de Marc Pavaux
- 1983 : Maigret (La Tête d'un homme) de Louis Grospierre
- 1985 : Les Violettes de Georges Schehadé : le savant
- 1987 : Maigret chez le ministre de Louis Grospierre
- 1997 : Maigret-Liberty bar (épisode 26)  de Jean-Paul Sassy
- 1998 : Meurtres sans risques de Christiane Spiero
- 2012 : Le Jour où tout a basculé (deux épisodes) de Philippe Trad et Sylvain Ginioux

## Doublage

### Cinéma

#### Films
- 1977 : Bande de flics : Roscoe Rules (Tim McIntire)
- 1979 : Le Trou noir : Lt. Charles Pizer (Joseph Bottoms)
- 1987 : Un couple à la mer : Andrew (Roddy McDowall)
- 1996 : Pluie d'enfer : Wayne Bryce (Mark Rolston)
- 1996 : Peur primale : Bud Yancy (Terry O'Quinn)
- 1996 : Phénomène : le professeur John Ringold, sismologue (Jeffrey DeMunn)
- 1997 : Batman et Robin : Dr Jason Woodrue (John Glover)
- 1997 : Alien, la résurrection : Dr Wrenn (J. E. Freeman)
- 1997 : Contact : Dr David Drumlin (Tom Skerritt)
- 1997 : Le Monde perdu : Jurassic Park : Peter Ludlow (Arliss Howard)
- 1998 : Négociateur : Grant Frost (Ron Rifkin)
- 1998 : Soldier : le colonel Mekum (Jason Isaacs)
- 2001 : Rush Hour 2 : Ricky Tan (John Lone)
- 2002 : Max : le père de Nina (John Grillo)
- 2005 : Nanny McPhee : Monsieur Wheen (Derek Jacobi)
- 2006 : Le Prestige : Owens (Roger Rees)

#### Films d'animation
- 1978 : Le Seigneur des anneaux : Peregrin Touque
- 1998 : Batman et Mr Freeze : Subzero : Dean Arbagast

### Télévision

#### Téléfilm
- 2007 : Johnny Kapahala : Grand-père Johnny « Tsunami » Kapahala (Cary-Hiroyuki Tagawa)

#### Séries d'animation
- 1982 : Sandy Jonquille : Edward Lawrence (derniers épisodes), Henry Baker (ép. 27)
- 1982-1983[n 1] : The Super Dimension Fortress Macross : le capitaine Henry J. Glval
- 1983-1984[n 1] : Mospeada :  Lunk
- 1984[n 1] : Southern Cross : Karno
- 1985-1986 : MASK : Alex Sector
- 1985-1986 : Jayce et les Conquérants de la lumière : Herc (2e voix)
- 1987 : Starcom : Bob et Tyrus
- 1988 : Le Petit Lord : Haversham (1re voix)